# Daniel Mantovani
Daniel Mantovani (Salas, Buenos Aires, Argentina 5 de febrero de 1954) es un personaje ficticio protagonista de la película argentino-española El ciudadano ilustre (2016), así como de la novela del mismo nombre de su supuesta autoría.

## Biografía del personaje
Daniel Mantovani nació en la localidad argentina de Salas, Buenos Aires, en 1954. De temprana vocación literaria, su vida profesional se desarrolló íntegramente en Europa desde los años setenta, viviendo en ciudades como Londres, Berlín, Roma y Barcelona, en donde reside en la actualidad, experiencia que imprimió en su obra una mirada distanciada y sin concesiones de su tierra natal, volviéndola territorio universal.
Seis sillas vacías (2007), Los fuegos artificiales (2000), Los buenos y definitivos tiempos (1994), Mañana con Gloria (1984) y Un día y muchos días (1979) son algunas de sus obras fundamentales.
Ha obtenido numerosas distinciones académicas y premios internacionales, entre los que destaca el Premio Nobel de Literatura, el Royal Academy Prize y el Premio Hugo. Sus novelas han sido traducidas a más de cuarenta y ocho idiomas.

## Cine y literatura
El personaje de Daniel Mantovani fue interpretado en la pantalla grande por el actor argentino Oscar Martínez en la película El ciudadano ilustre, papel protagonista que le hizo ganar la prestigiosa Copa Volpi, en la 73.ª edición del Festival Internacional de Cine de Venecia en septiembre de 2016.
La publicación de la novela El ciudadano ilustre, supuestamente firmada por el falso Premio Nobel Daniel Mantovani, dio lugar a un divertido juego de equívocos, aprovechado para popularizar el estreno de la película, tanto en Argentina en donde fue estrenada el 8 de septiembre de 2016, como en España en donde se estrenó el 11 de noviembre.